# Alfonso Liguori Morapeli
Alfonso Liguori Morapeli (citato anche come Alphonse o Alphonsus; St. James, 25 maggio 1929 – 17 maggio 1989) è stato un arcivescovo cattolico lesothiano.

## Biografia
Alfonso Liguori Morapeli nacque nel 1929 presso St. James, nella diocesi di Qacha's Nek.

### Formazione e ministero sacerdotale
Studiò al St. Theresa's Seminary e al St. Augustine's Seminary e venne ordinato sacerdote tra i Missionari oblati di Maria Immacolata il 14 dicembre 1958.
Dopo aver svolto l'attività di insegnante, nel 1966 venne nominato vicario provinciale dall'arcivescovo di Maseru Emanuel 'Mabathoana; in seguito alla sua morte, avvenuta nello stesso anno, ricoprì il ruolo di vicario capitolare dell'arcidiocesi.

### Ministero episcopale
Il 13 aprile 1967 venne nominato arcivescovo di Maseru dal papa Paolo VI, ricevendo l'ordinazione episcopale il 29 giugno dal cardinale Owen McCann; co-consacranti i vescovi Des Rosiers e Phakoe.
Dal 18 giugno 1968 fino al luglio del 1970 fu anche amministratore apostolico di Leribe, e dal 1972 al 1982 presiedette la Conferenza dei vescovi cattolici del Lesotho.
Ricoprì un importante ruolo di mediatore tra l'ambito ecclesiastico e quello politico, e fu durante il suo mandato che vari esiliati politici fecero ritorno nel paese.

## Genealogia episcopale e successione apostolica
La genealogia episcopale è:
- Cardinale Scipione Rebiba
- Cardinale Giulio Antonio Santori
- Cardinale Girolamo Bernerio, O.P.
- Arcivescovo Galeazzo Sanvitale
- Cardinale Ludovico Ludovisi
- Cardinale Luigi Caetani
- Cardinale Ulderico Carpegna
- Cardinale Paluzzo Paluzzi Altieri degli Albertoni
- Papa Benedetto XIII
- Papa Benedetto XIV
- Papa Clemente XIII
- Cardinale Marcantonio Colonna
- Cardinale Giacinto Sigismondo Gerdil, B.
- Cardinale Giulio Maria della Somaglia
- Cardinale Carlo Odescalchi, S.I.
- Cardinale Costantino Patrizi Naro
- Cardinale Serafino Vannutelli
- Cardinale Domenico Serafini, Cong. Subl. O.S.B.
- Cardinale Pietro Fumasoni Biondi
- Arcivescovo Martin Lucas, S.V.D.
- Cardinale Owen McCann
- Arcivescovo Alfonso Liguori Morapeli, O.M.I.

La successione apostolica è:
- Vescovo Paul Khoarai (1970)
- Vescovo Johannes Ludgerus Bonaventure Brenninkmeijer, O.P. (1977)
- Cardinale Sebastian Koto Khoarai, O.M.I. (1978)
- Vescovo Evaristus Thatho Bitsoane (1981)